# Đấu trường Oakland
Đấu trường Quận Oakland-Alameda (tiếng Anh: Oakland-Alameda County Coliseum), gọi tắt là Đấu trường Oakland, là một sân vận động đa năng ở Oakland, California, Hoa Kỳ, là sân nhà của Oakland Athletics của Major League Baseball (MLB). Sân vận động được khánh thành vào năm 1966 và là sân vận động cuối cùng còn lại ở Hoa Kỳ được chia sẻ bởi các đội bóng bầu dục và bóng chày chuyên nghiệp từ năm 1968 đến năm 2019. Từ năm 1966 đến năm 1981 và một lần nữa từ năm 1995 đến năm 2019, sân vận động là sân nhà của Oakland Raiders của National Football League. Đây cũng là sân nhà của Oakland Invaders của United States Football League từ năm 1983 đến năm 1985. Đấu trường cũng là nơi tổ chức một số trận đấu của San Jose Earthquakes của Major League Soccer vào năm 2008–2009 và tổ chức các trận đấu của Cúp Vàng CONCACAF 2009. Khu liên hợp Đấu trường Quận Oakland-Alameda bao gồm sân vận động và Oakland Arena lân cận.
Đấu trường có 6.300 ghế câu lạc bộ, 2.700 trong số đó dành cho các trận đấu của Athletics, 143 dãy phòng hạng sang, 125 trong số đó dành cho các trận đấu của Athletics và có sức chứa có thể thay đổi là 46.867 chỗ ngồi (hoặc 55.945 chỗ ngồi nếu không có tấm bạt) cho bóng chày và 63.132 chỗ ngồi cho bóng đá. Sân có sức chứa 56.057 chỗ ngồi cho bóng bầu dục tính đến năm 2019. Về sức chứa chỗ ngồi, Đấu trường Oakland là sân vận động MLB lớn thứ tám.
Trong khi là địa điểm NFL, sân vận động là sân vận động NFL nhỏ thứ hai, chỉ lớn hơn Dignity Health Sports Park, sân nhà tạm thời trước đây của Los Angeles Chargers.
Vào ngày 3 tháng 4 năm 2017, Ngày Khai mạc, Athletics đã dành mặt sân của đấu trường là Rickey Henderson Field để vinh danh MLB Hall of Famer và cựu vận động viên Rickey Henderson.